# Anne-Fleur vakantie
Anne-Fleur vakantie is een lied van de Nederlandse zangeres Roxy Dekker. Het werd in 2023 als single uitgebracht.

## Achtergrond
Anne-Fleur vakantie is geschreven door Roxy Dekker en geproduceerd door Elke Tiel en Stas Swaczyna. In het lied wordt een "Anne-Fleur vakantie" omschreven. Een "Anne-Fleur" is een term die op sociale media wordt gebruikt om een type meisjes te omschrijven die zich gedragen als een kakker en veel afkortingen gebruiken in hun spreektaal. Met het nummer steekt Dekker de draak met meiden die zich als een "Anne-Fleur" gedragen.
Het lied kwam voort uit video's van de artiest op mediaplatform TikTok. Hierin vroeg ze aan haar volgers om vier verschillende woorden, waar ze vervolgens zelf een lied mee ging schrijven. Bij één van die uitdagingen in maart 2022 werd er door een van de volgers gevraagd om met de woorden "kleuren", "zon", "Ibiza" en "spiegel" een lied te maken.
De artiest begon met de akkoorden van het lied, waarna ze vervolgens de tekst van het nummer schreef. Ze plaatste een video op het platform, welke tienduizenden keren bekeken werd en waarop vele volgers reageerden om het nummer af te maken en uit te brengen. De zangeres twijfelde zelf eerst of ze het wel wilde uitbrengen, maar besloot uiteindelijk toch het lied naar een producer te sturen en het af te maken. Het volledige nummer ging, nadat het was uitgebracht, viraal op TikTok en andere socialemediaplatformen, en wordt beschouwd als een culthit.

## Hitnoteringen
De zangeres had succes met het lied in de hitlijsten van Nederland. Het piekte op de zeventiende plaats van de Single Top 100 in de veertien weken dat het in deze lijst te vinden was. Er was geen notering in de Top 40; het kwam hier tot de achtste plaats van de Tipparade. De single heeft in Nederland de gouden status.